# Вале Сан Пјетро (Рим)
Вале Сан Пјетро је насеље у Италији у округу Рим, региону Лацио.
Према процени из 2011. у насељу је живело 56 становника. Насеље се налази на надморској висини од 334 м.